# Aeroportul Heho
Aeroportul Heho (IATA: HEH, ICAO: VYHH) este un aeroport din Statul Shan, Myanmar ce deservește zona Heho⁠(d). A fost numit după zona deservită.
Situat la o altitudine de 1.187 m, aeroportul dispune de o singură pistă.